# Kejsaren
Pour plus de détails, voir Fiche technique et Distribution.
Kejsaren est un film suédois réalisé par Jösta Hagelbäck, sorti en 1979.

## Synopsis
Elje, un homme handicapé mental et victime de maltraitance, rencontre une prostituée polonaise qui ressemble à sa mère.

## Fiche technique
- Titre : Kejsaren
- Réalisation : Jösta Hagelbäck
- Scénario : Jösta Hagelbäck et Sten Holmberg d'après le roman La Maladie de Birgitta Trotzig
- Musique : Ragnar Grippe
- Photographie : Sten Holmberg et Harald Gunnar Paalgard
- Montage : Peter Emanuel Falck
- Société de production : Treklövern
- Pays de production :  Suède
- Genre : Drame
- Durée : 97 minutes
- Date de sortie : 
  - Suède : 24 février 1979

## Distribution
- Anders Åberg : Elje Ström
- Bo Lindström : Albin Ström
- Emy Storm : Gerda
- Peter Lindgren : Sjökapten
- Jan Jönson : Dåre
- Sigurd Björling : le vicaire
- Grazyna Brattander : la prostituée polonaise
- Kent-Arne Dahlgren : le marin
- Jan Dolata : le proxénète
- Gunnar Ekström : Anton

## Distinctions
Le film a été présenté en sélection officielle en compétition lors de Berlinale 1979.